# العلاقات النمساوية البيروية
العلاقات النمساوية البيروفية هي العلاقات الثنائية التي تجمع بين النمسا وبيرو.

## مقارنة بين البلدين
هذه مقارنة عامة ومرجعية للدولتين:
| وجه المقارنة                                              | النمسا                                                    | بيرو                                   |
| --------------------------------------------------------- | --------------------------------------------------------- | -------------------------------------- |
| المساحة (كم2)                                             | 83.86 ألف                                                 | 1.29 مليون                             |
| عدد السكان (نسمة)                                         | 8.81 مليون                                                | 32.16 مليون                            |
| الكثافة السكانية (ن./كم²)                                 | 105.06                                                    | 24.93                                  |
| العاصمة                                                   | فيينا                                                     | ليما                                   |
| اللغة الرسمية                                             | اللغة الألمانية، لغة الإشارة النمساوية ‏                   | اللغة الإسبانية، اللغة الأيمرية، كتشوا |
| العملة                                                    | يورو، شلن نمساوي، رايخ مارك، شلن نمساوي                   | سول بيروفي جديد                        |
| الناتج المحلي الإجمالي (بليون دولار)                      | 416.60 مليار                                              | 211.39 مليار                           |
| الناتج المحلي الإجمالي (تعادل القوة الشرائية) بليون دولار | 426.99 مليار                                              | 393.13 مليار                           |
| الناتج المحلي الإجمالي الاسمي للفرد دولار أمريكي          | 43.77 ألف                                                 | 6.03 ألف                               |
| الناتج المحلي الإجمالي للفرد دولار أمريكي                 | 47.68 ألف                                                 | 11.99 ألف                              |
| مؤشر التنمية البشرية                                      | 0.885                                                     | 0.740                                  |
| رمز المكالمات الدولي                                      | +43                                                       | +51                                    |
| رمز الإنترنت                                              | .at                                                       | .pe                                    |
| المنطقة الزمنية                                           | توقيت وسط أوروبا، ت ع م+01:00، ت ع م+02:00، أوروبا/فيينا ‏ | توقيت بيرو، 00                         |

## مدن متوأمة
في ما يلي قائمة باتفاقيات التوأمة بين مدن نمساوية وبيروفية:
- ترتبط Silz, Tyrol [الإنجليزية]‏ مع Pozuzo [الإنجليزية]‏ باتفاقية توأمة.
- ترتبط Haiming, Tyrol [الإنجليزية]‏ مع Pozuzo [الإنجليزية]‏ باتفاقية توأمة.

## منظمات دولية مشتركة
يشترك البلدان في عضوية مجموعة من المنظمات الدولية، منها:
| علم المنظمة | اسم المنظمة                               | تاريخ انضمام النمسا | تاريخ انضمام بيرو |
| ----------- | ----------------------------------------- | ------------------- | ----------------- |
|             | وكالة ضمان الاستثمار متعدد الأطراف        | 16 ديسمبر 1997      | 2 ديسمبر 1991     |
|             | منظمة الشرطة الجنائية الدولية             | ?                   | ?                 |
|             | منظمة حظر الأسلحة الكيميائية              | ?                   | ?                 |
|             | منظمة التجارة العالمية                    | ?                   | ?                 |
|             | الفريق المعني برصد الأرض                  | ?                   | ?                 |
|             | الأمم المتحدة                             | 14 ديسمبر 1955      | 31 أكتوبر 1945    |
|             | مؤسسة التمويل الدولية                     | 28 سبتمبر 1956      | 20 يوليو 1956     |
|             | يونسكو                                    | 13 أغسطس 1948       | 21 نوفمبر 1946    |
|             | مؤسسة التنمية الدولية                     | 28 يونيو 1961       | 30 أغسطس 1961     |
|             | البنك الدولي للإنشاء والتعمير             | 27 أغسطس 1948       | 31 ديسمبر 1945    |
|             | المركز الدولي لتسوية المنازعات الاستشارية | 24 يونيو 1971       | 8 سبتمبر 1993     |
|             | الاتحاد البريدي العالمي                   | ?                   | ?                 |
|             | الاتحاد الدولي للاتصالات                  | 1866                | 12 يوليو 1915     |

## وصلات خارجية
- موقع وزارة الخارجية النمساوية
- موقع وزارة الخارجية البيروفية